# فرزاد حسنی
فرزاد حسنی ساطحی (زادهٔ ۲۱ شهریور ۱۳۵۶ در تهران) بازیگر، مجری تلویزیون و ترانه‌سرای اهل ایران است.

## زندگی
فرزاد حسنی در سال ۱۳۵۶ در محله خانی‌آباد تهران متولد شد. حسنی دورهٔ بازیگری را در کلاس‌های حمید سمندریان و امین تارخ گذرانده است. برنامهٔ تلویزیونی گفتگو محور کوله‌پشتی که به مجری‌گری او بین سال‌های ۱۳۸۳ تا ۱۳۸۶ پخش می‌گردید باعث شهرت او شد. وی همچنین در رادیو هم به اجرای برنامه می‌پردازد.
او به‌عنوان بازیگر در سریال تلویزیونی کاشانه، عید آن سال‌ها، مسافری از هند، کمکم کن، خندان، برای آخرین بار، مسیر انحرافی تله تئاتر پرواز از فراز تیر چراغ برق و پایان پادشاهی تله فیلم‌های فصل زندگی و روز هشتم، فیلم‌های آمین خواهیم گفت، آنچه مردان درباره زنان نمی‌دانند و در امتداد شهر (با نام قبلی شش نفر زیر باران) و تئاتر یلدا ایفای نقش نموده است.
در اردیبهشت ۱۳۹۲ فرزاد حسنی و آزاده نامداری با حضورشان در کنسرت فرزاد فرزین ازدواج خود را رسانه‌ای کردند و در ۶ تیر ۱۳۹۲ به عقد هم درآمدند و سید حسن خمینی عاقد آن‌ها بود. اما بعد از حدود یک سال در خرداد ۱۳۹۳ این دو از هم جدا شدند.
از فعالیت‌های فرزاد حسنی در ترانه‌سرایی می‌توان به تیتراژ ویژه برنامه نوروز ۱۳۹۳ اشاره کرد که با صدای احسان خواجه امیری پخش شد.

## حاشیه‌ها

### انتقاد از برخورد نیروی انتظامی
فرزاد حسنی در سال ۱۳۸۶ در پی دعوت از سردار رادان رئیس پلیس تهران در برنامه کوله‌پشتی و انتقاد شدید او از طرح مبارزه با بدحجابی، از کار برکنار شد. در این مصاحبه زنده تلویزیونی، فرزاد حسنی مجری برنامه، سردار رادان را به دلیل برخورد خشن نیروهای پلیس با شهروندان به شدت مورد انتقاد قرار داد.
در بخشی از این مصاحبه، مجری برنامه از رئیس پلیس تهران پرسید که آیا فیلمی را دیده است که در آن نشان داده می‌شود مأموران نیروی انتظامی با کتک و لگد دختری را به داخل ماشین پلیس پرت می‌کنند؟ پاسخ احمدرضا رادان به این پرسش منفی بود.
فرزاد حسنی پس از تکذیب رئیس پلیس، با سخن گفتن از تجربه‌های خود و نزدیکانش در برخورد با نیروی انتظامی، از ادبیات تند مأموران پلیس در برخورد با شهروندان انتقاد کرد.
پخش این گفتگوی زنده تلویزیونی واکنش‌های گستردهٔ هر دو گروه طرفداران طرح ارتقای امنیت اجتماعی و مخالفان این طرح را در پی داشت.

در واکنش به این گفتگو فضل‌الله شریعت پناهی، مدیر اجتماعی شبکه سوم سیما، گفت: 
از سوی مسئولان سازمان صداو سیما به فرزاد حسنی تذکر داده شد و خودش هم فهمید که پا روی خط قرمزهایی گذاشته است. ضمن اینکه ما اعتراضاتی هم از سوی نیروی انتظامی داشتیم.

### برخورد با مهمان در برنامهٔ اکسیر
در پی انتشار ویدئویی از نحوه برخورد فرزاد حسنی با یکی از مهمان‌های برنامه تلویزیونی «اکسیر»، با اعتراض گسترده‌ای در شبکه‌های اجتماعی فارسی‌زبان مواجه شد. در این ویدئو، فرزاد حسنی در واکنش به پاسخ مردی میانسال به یک پرسش، خطاب به او می‌گوید که «تو ما را پخمه فرض کردی؟»
حسنی در ادامه به این مرد با لحنی که متفاوت توصیف شده، می‌گوید چنانچه به سؤال وی پاسخ درستی بدهد، برنده ۵۰ میلیون تومان جایزه نقدی خواهد شد. پس از پاسخ مرد میانسال، حسنی با فریاد می‌گوید پاسخ وی درست است، اما در نهایت به او جایزه‌ای تحت عنوان «زرشک» اهداء می‌کند.
این نحوه برخورد حسنی، با همراهی گروهی از شرکت‌کنندگان در این برنامه، اعتراض‌ها و انتقادهای فراوانی را در پی داشت.
شمار قابل توجهی از کاربران شبکه‌های اجتماعی از فرزاد حسنی، شرکت‌کنندگان در این برنامه و همچنین سازمان صدا و سیما خواستند بابت برخورد بد با مهمان برنامه «اکسیر» عذرخواهی کنند.

## کارنامه هنری

### سینمایی
1. های پاور (۱۴۰۱)
2. ثبت با سند برابر است (۱۳۹۴)
3. آنچه مردان درباره زنان نمی‌دانند (۱۳۹۲)
4. عملیات مهد کودک (۱۳۹۱)
5. آمین خواهیم گفت (۱۳۸۹)
6. در امتداد شهر (۱۳۸۹)

### مجموعه تلویزیونی
1. فریبا (مجموعه تلویزیونی) (۱۴۰۳)
2. قطب شمال (مجموعه نمایش خانگی) (۱۴۰۳)
3. هفت (مجموعه نمایش خانگی) (۱۴۰۲)
4. پدرخوانده (نمایش خانگی) (۱۴۰۱)
5. شهرک کلیله و دمنه (نمایش خانگی) (۱۴۰۱)
6. شب‌های مافیا (نمایش خانگی) (۱۴۰۰)
7. رالی ایرانی ۲ (ویدئویی) (۱۳۹۷)
8. سال‌های ابری (۱۳۹۳)
9. رالی ایرانی (ویدئویی) (۱۳۹۲)
10. مسیر انحرافی (۱۳۹۱)
11. برای آخرین بار (۱۳۸۴)
12. کمکم کن[۷] (۱۳۸۳)
13. مسافری از هند (۱۳۸۱)
14. عید آن سال‌ها (۱۳۷۸)

### برنامه‌های رادیویی
- هفت شنبه
- سه‌شنبهٔ خط خطی
- آخرشه
- سندس
- روز هشتم
- سینما صدا
- «آبنبات» (به سردبیری مژده لواسانی) از شبکهٔ جهانی صدای آشنا[۸]
- «چه فرصتی چه شبی» از شبکه جوان
- آخ جون جمعه از رادیو تابستانه (رادیو فصلی)
- چهار میخ
- شب آفتابی (به سردبیری مژده لواسانی و اجرای فرزاد حسنی)[۹]
- برندگان (به سردبیری مژده لواسانی و اجرای فرزاد حسنی)[۱۰]
- شبهای نقره‌ای
- موسیقی من (به تهیه‌کنندگی فریبرز گلبن و اجرای فرزاد حسنی)
- جمعه من (به تهیه‌کنندگی فریبرز گلبن و اجرای فرزاد حسنی)
- یک ملت، هزار لبخند (ویژه برنامه سالروز درگذشت منوچهر نوذری)
- اینجا شب نیست (رادیو جوان)

### برنامه تلویزیونی
- نیم رخ
- کوله پشتی
- جزر و مد
- سی تا سی
- مژده بده
- تحویل بهار
- نو در دو
- اکسیر
- حرف تو برف
- ماه عسل

### ترانه‌سرایی
- خداحافظ همین حالا محمد علیزاده
- میشه نگام کنی محمد علیزاده
- مغناطیس روزبه نعمت‌اللهی
- کل کل شادمهر عقیلی
- بی حوصله محمد علیزاده
- تحویل بهار احسان خواجه امیری
- خدای احساس محمد علیزاده
- حالم و زیبا کن محمد علیزاده